# Eupithecia inquinata
Eupithecia inquinata är en fjärilsart som beskrevs av Fletcher 1950. Eupithecia inquinata ingår i släktet Eupithecia och familjen mätare. Inga underarter finns listade i Catalogue of Life.